# Эвкалипт
Эвкали́пт (лат. Eucalýptus) — обширный род вечнозелёных древесных растений (деревьев и кустарников) семейства Миртовые (Myrtaceae).

## Название
Научное латинское название рода было предложено в 1788 году французским ботаником Шарлем Луи Леритье де Брютелем, образовано от греч. ευκάλυπτος: εΰ — хорошо, благо, καλύπτω — скрывать, по бутонам, скрытым под чашелистиками.
Русские названия эвкалипта — каме́дистое де́рево, ди́вное де́рево.

## Ботаническое описание

### Морфология
Вечнозелёные кустарники или деревья высотой до 100 метров Ствол прямой или искривлённый, часто покрыт выделениями камеди, называемой ки́но. Крона разнообразная — широко пирамидальная, яйцевидная, почти шатровидная, плакучая и ряд других форм.
По строению коры различают следующие группы:
- гладкокорые (камедные деревья) — кора ствола почти до основания и на крупных ветвях гладкая, корковый слой спадает лентами или кусками;
- волокнистокорые — корковый слой толстый, коричневый, волокнистый, сохраняется на стволе и крупных ветвях;
- железнокорые (бородчатокорые) — корковый слой толстый, твёрдый, хрупкий, с глубокими бороздами, сохраняется на стволе и крупных ветвях;
- чешуйчатокорые — корковый слой прорезан бороздками, снаружи чешуйчатый, сохраняется на стволе и, обыкновенно, на крупных ветвях;
- перечномятные — корковый слой, отчасти, сходен с чешуйчатым корковым слоем, но более волокнистый и сильнее бороздчатый, снаружи большей частью серый;
- складчатокорые — ствол со складками чешуйчатого коркового слоя.

Листовая пластинка стоит ребром, она расположена из-за скручивания черешка в одной плоскости с ветвью, вследствие чего деревья почти не дают тени. Листья почти у всех видов имеют гетерофиллию и проходят, обыкновенно, три стадии развития: молодые листья, промежуточные и взрослые. У некоторых видов переход от молодых листьев к взрослым не очень выражен и происходит довольно быстро. У других видов молодые и промежуточные листья сохраняются в течение долгого периода (до нескольких лет). Молодые листья супротивные, сидячие, часто стеблеобъёмлющие или черешковые, сердцевидные, яйцевидные, продолговатые, круглые, или ланцетные, зелёные, реже сизые. Промежуточные — супротивные или очерёдные, сидячие или черешковые, в сравнении с молодыми, более крупные и более грубого строения, более или менее отличные от них по форме и окраске. Взрослые листья очерёдные, черешковые, яйцевидные, ланцетные, часто серповидно изогнутые, заострённые, зелёные, сизые или сизоватые. Эвкалипт в Австралии является компасным растением: листья расположены своей плоскостью по меридиану, края (грани) их обращаются на север и юг, а плоскости на восток и запад.
Цветки — правильные, обоеполые, сидячие или на ножках, собраны в пазушные зонтики или верхушечные метёлковидные или щитковидные соцветия. Трубка чашечки колокольчатая, кувшинчатая, полуцилиндрическая или обратно коническая, при основании сросшаяся с завязью, цельная, гладкая или ребристая, иногда с четырьмя мелкими зубцами; зев трубочки прикрыт полусферической, конической или удлинённой крышечкой, прикрывающей тычинки в бутоне и сбрасывающейся при распускании цветков, эта крышечка образуется в результате срастания лепестков, большей частью утолщённая, реже тонкая, мясистая или деревянистая. Тычинки многочисленные, в двух или нескольких неправильных кругах, свободные или редко при самом основании спаянные в четыре пучка; нити обыкновенно белые, реже жёлтые, розовые или малиновые; пыльники с параллельными или у вершины сросшимися гнёздами, открывающимися продольными щелями или верхушечными порами; связник неясный или расширенный; желёзка шаровидная или яйцевидная, расположена с задней стороны или на верхушке пыльника; пыльцевые зёрна тетраэдрические, голые. Завязь нижняя, выпуклая или коническая, 2—7-гнёздная, с многочисленными семяпочками в каждом гнезде, размещённые в два — четыре ряда; столбик простой, шиловидный или слегка булавовидный; рыльце головчатое или срезанное.
Плод — коробочка, большей частью гладкая, реже бороздчатая, ребристая или бугорчатая, состоящая из более или менее разросшейся, усечённой, деревянистой трубки цветоложа, открывающаяся на вершине расходящимися створками по числу гнёзд. Семена большей частью недоразвитые, полноценные по одному, реже по несколько в гнезде, яйцевидные или круглые, сплющенные или различно угловатые, иногда с крылышками, большей частью с чёрной, гладкой или ребристой оболочкой. Недоразвитые значительно меньше, большей частью бледно-коричневые. Зародыш с двумя широкими, сердцевидными или лопастными семядолями, прикрывающими прямой корешок.

### Цветение и плодоношение
Цвести эвкалипт начинает, в зависимости от вида, с 2—10 лет. Цветочные почки возникают в конце весны — начале лета, у одних видов — на концах побегов прошлого года или предыдущего сезона роста, у других — в нижней части побегов прироста текущего года, или осенью на концах побегов летнего прироста. От момента появления бутонов до их раскрывания проходит от трёх месяцев до двух лет. Цветение растений, в зависимости от вида, приходится на разные сезоны года; в пределах вида цветение может быть нерегулярным или более-менее правильным, но основное количество растений цветёт в определённый сезон.
Эвкалипты — перекрёстноопыляемые растения, в естественных условиях дающие ряд гибридов.
Созревание плодов длится один год. Выход семян, в зависимости от вида, составляет от 2 до 17 % от веса плодов. Недозрелые семена составляют 80—85 % от общего количества. Семена сохраняют всхожесть до 10 лет, в исключительных случаях до 40—50 лет, всхожесть колеблется от 2 до 96 %. В одном килограмме содержится от 500 000 до 2 500 000 семян; средний вес 1000 семян составляет от 0,3 до 20 грамм.
|                                                   |  |
| Слева направо: цветки эвкалипта, плоды эвкалипта. |  |

## Распространение
Большая часть видов произрастает в австралийской зоогеографической области (лесах Австралии, Новой Зеландии и Тасмании), образуя своеобразные леса (4⁄5 всех деревьев леса); несколько видов найдены в Новой Гвинее и Индонезии; один вид встречается на Филиппинах. Только 15 видов растут за пределами Австралии, и только девять происходят не из Австралии. Эвкалипт радужный — единственный вид, в диком виде произрастающий в Северном полушарии.
В настоящее время это растение разводится во многих странах не ради приписываемой ему способности обеззараживать воздух, но ради его быстрого роста и способности осушать болотистые местности. Эвкалипт можно встретить в сырых, болотистых местах Южной Франции, Испании, Португалии, Греции, Израиля, Индии, Саудовской Аравии, в Южной и Северной Америках, в Северной и Южной Африке, на Кубе, в Абхазии, Южном берегу Крыма и в других местах.
Помимо Южного берега Крыма, эвкалипты выживают также и в климате Сочи. Впервые они были там высажены С. Ю. Соколовым в рамках многолетней борьбы с малярией. Затем по распоряжению Академии наук СССР от 8 апреля 1950 года в Сочинском дендрарии был заложен экспериментальный участок мировой коллекции эвкалипта. В роще было высажено более 700 саженцев 70 видов эвкалипта. После суровых зим 1963 и последующих годов в роще осталось около 20 деревьев. Они являются гибридами в 4-м поколении, потому их можно считать самыми адаптированными для климата Сочи.
На территории России ископаемые остатки вида Eucalyptus sibiricus Heer были обнаружены в верхнемеловых отложениях в районе реки Чулым. На территории Украины ископаемые остатки вида Eucalyptus obtusifolius Schmalh. найдены в палеогеновых отложениях в верхнем течении Днепра (Екатеринополье).

## Экология

### Естественные условия произрастания
Эвкалипты — растения тёплого тропического или субтропического климата; ряд видов из умеренно холодных, горных субтропических областей. В роду имеются как теплолюбивые виды, не выдерживающие минусовой температуры, так и виды, выдерживающие понижение температуры от −1 до −14 °C. В высокогорных районах встречаются виды, выдерживающие морозы от −20 до −24 °C.
Эвкалипты относят к жестколистным (ксерофильным) растениям, образующим влажные или сухие жестколистные леса. На родине растут в местностях с годовыми осадками от 200—250 до 4000 мм в год. Распространены во влажных лесных и сухих (степи, саванны, пустыни) областях.
Они произрастают на красных и бурых глинистых и песчаных почвах, на подзолистых желтозёмах, на каштановых, торфяных и других видах почв. На слишком влажных или заболоченных почвах совсем не растут, хотя отдельные виды могут выдерживать почти ежегодное временное затопление. Многие виды не переносят засоления и высокое содержание извести в почве.
Встречаются на низменностях, склонах гор, в ущельях, на обрывах.
Весьма светолюбивые растения — под пологом других деревьев не растут и длительного затемнения не выдерживают.

### Онтогенез
Эвкалипты отличаются быстротой роста — к концу первого года высота растений достигает 1,5—2 м, к трём годам — 6—8 (до 10) м, к десяти годам высота растения достигает 20—25 м при диаметре ствола 25—30 см. Быстрый рост характерен для первых 10—15 лет жизни, когда прирост высоты сильно превышает прирост диаметра ствола, в последующие годы прирост высоты снижается, но увеличивается прирост ствола. Быстрота роста обусловливается мощным развитием корневой системы и беспрерывным ростом в благоприятных условиях. В культуре в условиях юга Европы через 9 лет после посадки деревья вида Eucalyptus globulus Labill. (Эвкалипт шаровидный) достигают высоты в 20 м и диаметра ствола в 1 м. Вследствие такого роста и в связи с сильным испарением листьями влаги, эвкалиптам приписывают способность быстро осушать заболоченные почвы.
Растения обладают большой порослевой способностью — погибшая надземная часть дерева восстанавливается путём развития порослевых побегов. Восстановление утраченных частей дерева происходит за счёт вторичной меристемы (каллюсной ткани), которая образуется при каждом повреждении или закладывается у основания ветвей в виде древесных бугорков и сохраняется в течение нескольких лет.

### Культивирование
Размножают эвкалипты семенами, которые высеивают осенью — зимой в парники и теплицы. При температуре 18—20 °C семена прорастают на 5—7-й день, при появлении первых листочков растения пикируют, а при достижении высоты в 25—30 см высаживают на постоянное место.
Вегетативно эвкалипты можно размножать черенками, взятыми с молодых деревьев.

## Химический состав растений
Листья эвкалипта содержат от 0,3 до 4,5 % эфирного (эвкалиптового) масла, основной компонент которого — цинеол (до 80 %), а также дубильные вещества, галлотанины, кумаровая и коричная кислоты.
Состав эфирного масла очень сложен и включает до сорока компонентов.

## Значение и применение
Древесина обычно плотная и твёрдая; почти белая, желтоватая, сероватая или коричневая; идёт на постройку судов, на шпалы, на рукояти для инструментов (топорища и т. п.) и производство бумаги. В Австралии 1 га полновозрастного леса даёт в среднем 1350 м³ древесины, в редких случаях до 8400 м³. В качестве строевого леса 60—70 видов эвкалипта имеют экономическое значение.
Кора многих видов эвкалипта содержит дубильные вещества, при этом в промышленных масштабах используется небольшое количество видов, содержащих в коре 25—75 % дубильных веществ. Кора идёт также на производство бумаги.
Медицинское значение имеют три вида: Эвкалипт шаровидный (Eucalyptus globulus), Эвкалипт пепельный (Eucalyptus cinerea), Эвкалипт прутовидный (Eucalyptus viminalis). Из них получают несколько видов лекарственного сырья: лист эвкалипта (лат. Folium Eucalypti); лист эвкалипта прутовидного (Folium Eucalypti viminalis), брикет листа эвкалипта (Bricetum folii Eucalypti). Листья всех видов используют для получения масла эвкалиптового (Oleum Eucalypti). Листья, сформировавшиеся в данном сезоне, собирают не раньше ноября, зимовавшие — в любое время года. Листья каждого вида собирают отдельно. Сушат в хорошо вентилируемых помещениях или в сушилках при температуре не выше 40 °C. Листья, применяемые в виде настойки и в форме настоя, и масло обладают антисептическими свойствами. Масло применяют для ингаляций, полосканий, как отвлекающее при невралгиях, ревматизме, люмбаго; оно входит в состав мазей для заживления ран. Используют при лёгочных заболеваниях, в противокашлевых средствах.
В банных процедурах веники из эвкалипта применяются как составные (с берёзой, дубом, можжевельником и т. д.), так и чисто эвкалиптовые, которые чаще применяют на Кавказе. В процессе парения происходит вдыхание паров и воздействие эфирных масел на кожу, что в совокупности очень благоприятно сказывается на организме человека. Листья эвкалипта содержат от 1 до 3 процентов эфирного масла, с чем связаны его лечебные свойства. Особенно он хорош при насморке, болях в горле. В парной его прижимают к лицу и дышат 4—5 минут носом. Но у него есть и недостатки: у эвкалиптового веника ветки слишком тонкие, гибкие, а листья длинные. Им трудно «управлять» во время постегивания.
В разных странах масло эвкалиптовое и цинеол употребляют как инсектицидное и отпугивающее насекомых. Лист эвкалипта шаровидного входит в бактерицидный препарат «Хлорофиллипт».
Листья, кора и эфирное масло употребляются против лихорадки, в Италии особый эвкалиптовый ликёр употребляется как средство для профилактики перемежающейся лихорадки. Эфирное масло обладает дезинфицирующими свойствами и употребляется иногда при лечении болезней половых органов.
Почти все виды эвкалипта богаты красным, острым, жгучим соком, идущим в сухом виде в продажу под именем австралийского кино (Botany-Bai-Kino, Kino Novae Hollandiae, Gummi Kino australe).
- Eucalyptus resinifera — в Новой Зеландии даёт красное камедистое дерево;
- Eucalyptus piperita (Эвкалипт перечный) — синее камедистое дерево.
- На листьях эвкалипта прутовидного с декабря по март появляется особый сахаристый выпот, новоголландская или австралийская манна (Manna Novae Hollandiae, Eucalyptus Manna, вещество слизистой консистенции и сладковатого вкуса), которая собирается в сухое время года туземцами и потребляется ими как лакомство.
- Другой род манны, лерп, появляется на листьях Eucalyptus dumosa, Eucalyptus mannifera (эвкалипта манноносного) и Eucalyptus resinifera (в Австралии и Тасмании) вследствие уколов насекомых (Tettigoia australis и видов Psylla).

## Таксономия
Eucalyptus L'Hér. Sertum Anglicum 18. 1788

### Синонимы
- Aromadendron Andrews ex Steud., nom. inval.
- Eucalypton St.-Lag.
- Eudesmia R.Br.
- Symphyomyrtus Schauer

### Классификация
| отдел Цветковые, или Покрытосеменные (классификация согласно Системе APG II) |                                                                                                |                         |                         |                         |                                                    |                         |                         |                         |                                           |                         |                         |                      |                             |                      |                      |                      |                                                                               |                      |                      |  | |  |
|                                                                              | порядок Миртоцветные                                                                           | порядок Миртоцветные    | порядок Миртоцветные    | порядок Миртоцветные    | порядок Миртоцветные                               | порядок Миртоцветные    | порядок Миртоцветные    | порядок Миртоцветные    | порядок Миртоцветные                      | порядок Миртоцветные    | порядок Миртоцветные    | порядок Миртоцветные | порядок Миртоцветные        | порядок Миртоцветные | порядок Миртоцветные | порядок Миртоцветные | порядок Миртоцветные                                                          | порядок Миртоцветные | порядок Миртоцветные |  | ещё 44 порядка цветковых растений, из которых к миртоцветным наиболее близки Гераниецветные, Кизилоцветные, Кроссосомоцветные и Верескоцветные |  |
|                                                                              | семейство Миртовые                                                                             | семейство Миртовые      | семейство Миртовые      | семейство Миртовые      | семейство Миртовые                                 | семейство Миртовые      | семейство Миртовые      | семейство Миртовые      | семейство Миртовые                        | семейство Миртовые      | семейство Миртовые      | семейство Миртовые   | семейство Миртовые          | семейство Миртовые   | семейство Миртовые   |                      | ещё 13 семейств, в том числе Комбретовые, Дербенниковые, Кипрейные и Пенеевые |                      |                      |  | ещё 44 порядка цветковых растений, из которых к миртоцветным наиболее близки Гераниецветные, Кизилоцветные, Кроссосомоцветные и Верескоцветные |  |
|                                                                              | подсемейство Myrtoideae                                                                        | подсемейство Myrtoideae | подсемейство Myrtoideae | подсемейство Myrtoideae | подсемейство Myrtoideae                            | подсемейство Myrtoideae | подсемейство Myrtoideae | подсемейство Myrtoideae | подсемейство Myrtoideae                   | подсемейство Myrtoideae | подсемейство Myrtoideae |                      | подсемейство Psiloxyloideae |                      |                      |                      | ещё 13 семейств, в том числе Комбретовые, Дербенниковые, Кипрейные и Пенеевые |                      |                      |  | ещё 44 порядка цветковых растений, из которых к миртоцветным наиболее близки Гераниецветные, Кизилоцветные, Кроссосомоцветные и Верескоцветные |  |
|                                                                              | триба Eucalypteae                                                                              | триба Eucalypteae       | триба Eucalypteae       | триба Eucalypteae       | триба Eucalypteae                                  | триба Eucalypteae       | триба Eucalypteae       |                         | ещё 14 триб, в том числе Kanieae, Myrteae |                         |                         |                      | подсемейство Psiloxyloideae |                      |                      |                      | ещё 13 семейств, в том числе Комбретовые, Дербенниковые, Кипрейные и Пенеевые |                      |                      |  | ещё 44 порядка цветковых растений, из которых к миртоцветным наиболее близки Гераниецветные, Кизилоцветные, Кроссосомоцветные и Верескоцветные |  |
|                                                                              | род Эвкалипт                                                                                   | род Эвкалипт            | род Эвкалипт            |                         | ещё около 6 родов, в том числе Ангофора и Corymbia |                         |                         |                         | ещё 14 триб, в том числе Kanieae, Myrteae |                         |                         |                      | подсемейство Psiloxyloideae |                      |                      |                      | ещё 13 семейств, в том числе Комбретовые, Дербенниковые, Кипрейные и Пенеевые |                      |                      |  | ещё 44 порядка цветковых растений, из которых к миртоцветным наиболее близки Гераниецветные, Кизилоцветные, Кроссосомоцветные и Верескоцветные |  |
|                                                                              | более 700 видов, в том числе Эвкалипт разноцветный, Эвкалипт царственный и Эвкалипт шаровидный |                         |                         |                         | ещё около 6 родов, в том числе Ангофора и Corymbia |                         |                         |                         | ещё 14 триб, в том числе Kanieae, Myrteae |                         |                         |                      | подсемейство Psiloxyloideae |                      |                      |                      | ещё 13 семейств, в том числе Комбретовые, Дербенниковые, Кипрейные и Пенеевые |                      |                      |  | ещё 44 порядка цветковых растений, из которых к миртоцветным наиболее близки Гераниецветные, Кизилоцветные, Кроссосомоцветные и Верескоцветные |  |
|                                                                              |                                                                                                |                         |                         |                         | ещё около 6 родов, в том числе Ангофора и Corymbia |                         |                         |                         | ещё 14 триб, в том числе Kanieae, Myrteae |                         |                         |                      | подсемейство Psiloxyloideae |                      |                      |                      | ещё 13 семейств, в том числе Комбретовые, Дербенниковые, Кипрейные и Пенеевые |                      |                      |  | ещё 44 порядка цветковых растений, из которых к миртоцветным наиболее близки Гераниецветные, Кизилоцветные, Кроссосомоцветные и Верескоцветные |  |
|                                                                              |                                                                                                |                         |                         |                         |                                                    |                         |                         |                         | ещё 14 триб, в том числе Kanieae, Myrteae |                         |                         |                      | подсемейство Psiloxyloideae |                      |                      |                      | ещё 13 семейств, в том числе Комбретовые, Дербенниковые, Кипрейные и Пенеевые |                      |                      |  | ещё 44 порядка цветковых растений, из которых к миртоцветным наиболее близки Гераниецветные, Кизилоцветные, Кроссосомоцветные и Верескоцветные |  |
|                                                                              |                                                                                                |                         |                         |                         |                                                    |                         |                         |                         |                                           |                         |                         |                      | подсемейство Psiloxyloideae |                      |                      |                      | ещё 13 семейств, в том числе Комбретовые, Дербенниковые, Кипрейные и Пенеевые |                      |                      |  | ещё 44 порядка цветковых растений, из которых к миртоцветным наиболее близки Гераниецветные, Кизилоцветные, Кроссосомоцветные и Верескоцветные |  |
|                                                                              |                                                                                                |                         |                         |                         |                                                    |                         |                         |                         |                                           |                         |                         |                      |                             |                      |                      |                      | ещё 13 семейств, в том числе Комбретовые, Дербенниковые, Кипрейные и Пенеевые |                      |                      |  | ещё 44 порядка цветковых растений, из которых к миртоцветным наиболее близки Гераниецветные, Кизилоцветные, Кроссосомоцветные и Верескоцветные |  |
|                                                                              |                                                                                                |                         |                         |                         |                                                    |                         |                         |                         |                                           |                         |                         |                      |                             |                      |                      |                      |                                                                               |                      |                      |  | ещё 44 порядка цветковых растений, из которых к миртоцветным наиболее близки Гераниецветные, Кизилоцветные, Кроссосомоцветные и Верескоцветные |  |
|                                                                              |                                                                                                |                         |                         |                         |                                                    |                         |                         |                         |                                           |                         |                         |                      |                             |                      |                      |                      |                                                                               |                      |                      |  | |  |

### Некоторые виды
Существует более 820 видов Эвкалипта. Некоторые из них:
- Eucalyptus aggregata H.Deane & Maiden — Эвкалипт скученный
- Eucalyptus albens Benth. — Эвкалипт белый, или Эвкалипт беловатый
- Eucalyptus amygdalina Labill. — Эвкалипт миндалелистный
- Eucalyptus andrewsii Maiden — Эвкалипт Эндрюса
- Eucalyptus angophoroides R.T.Baker — Эвкалипт ангофороподобный
- Eucalyptus banksii Maiden — Эвкалипт Бэнкса
- Eucalyptus blakelyi Maiden — Эвкалипт Блэкли
- Eucalyptus blaxlandi Maiden & Cambage — Эвкалипт Блэксленда
- Eucalyptus bosistoana F.Muell. — Эвкалипт Босиста
- Eucalyptus bridgesiana R.T.Baker — Эвкалипт Бриджеса
- Eucalyptus caleyi Maiden — Эвкалипт Кэли
- Eucalyptus camaldulensis Dehnh. — Эвкалипт камальдульский, или Речная красная камедь
- Eucalyptus cephalocarpa Blakely — Эвкалипт головчатоплодный
- Eucalyptus cinerea F.Muell. ex Benth. — Эвкалипт пепельный
- Eucalyptus coccifera Hook.f. — Эвкалипт ягодный
- Eucalyptus conica H.Deane & Maiden — Эвкалипт конический
- Eucalyptus cordata Labill. — Эвкалипт сердцевидный
- Eucalyptus dalrympleana Maiden — Эвкалипт Дальримпля
- Eucalyptus dealbata A.Cunn. ex Schauer in W.G.Walpers — Эвкалипт выбеленный
- Eucalyptus deanei Maiden — Эвкалипт Дина
- Eucalyptus diversicolor F.Muell. — Эвкалипт разноцветный
- Eucalyptus diversifolia Bonpl. — Эвкалипт разнолистный
- Eucalyptus dives Schauer in W.G.Walpers — Эвкалипт богатый
- Eucalyptus fastigata H.Deane & Maiden — Эвкалипт равновысокий
- Eucalyptus gillii Maiden — Эвкалипт Джили
- Eucalyptus globulus Labill. — Эвкалипт шаровидный
- Eucalyptus goniocalyx F.Muell. ex Miq. — Эвкалипт угловато-чашечковый
- Eucalyptus gracilis F.Muell. — Эвкалипт изящный
- Eucalyptus grandis W.Hill — Эвкалипт большой
- Eucalyptus gunnii Hook.f. — Эвкалипт Ганна
- Eucalyptus haemastoma Sm. — Эвкалипт кровяно-дисковый
- Eucalyptus laevopinea R.T.Baker — Эвкалипт левопиненовый
- Eucalyptus leucoxylon F.Muell. — Эвкалипт белодревесный
- Eucalyptus macarthurii H.Deane & Maiden — Эвкалипт Макартура
- Eucalyptus macrandra F.Muell. ex Benth. — Эвкалипт крупнотычинковый
- Eucalyptus macrocarpa Hook. — Эвкалипт крупноплодный
- Eucalyptus macrorhyncha F.Muell. ex Benth. — Эвкалипт крупноносый
- Eucalyptus mannifera Mudie — Эвкалипт манноносный
- Eucalyptus marginata Donn ex Sm. — Эвкалипт окаймляющий, или Яррах
- Eucalyptus megacornuta C.A.Gardner — Эвкалипт большерогий
- Eucalyptus melliodora A.Cunn. ex Schauer in W.G.Walpers — Эвкалипт мёдопахнущий
- Eucalyptus x montana (H.Deane & Maiden) Blakely — Эвкалипт горный
- Eucalyptus moorei Maiden & Cambage — Эвкалипт Мурея
- Eucalyptus nigra F.Muell. ex R.T.Baker — Эвкалипт чёрный
- Eucalyptus nitens (H.Deane & Maiden) Maiden — Эвкалипт блестящий
- Eucalyptus obliqua L'Her. — Эвкалипт косой
- Eucalyptus oreades R.T.Baker — Эвкалипт ореадный
- Eucalyptus ovata Labill. — Эвкалипт яйцевидный
- Eucalyptus pauciflora Sieber ex Spreng. — Эвкалипт малоцветковый
- Eucalyptus perriniana F.Muell. ex Rodway — Эвкалипт Перрина
- Eucalyptus piperita Sm. in J.White — Эвкалипт перечный
- Eucalyptus polyanthemos Schauer in W.G.Walpers — Эвкалипт обильноцветковый
- Eucalyptus pulverulenta Sims — Эвкалипт припудренный
- Eucalyptus radiata A.Cunn. ex DC. — Эвкалипт лучистый
- Eucalyptus regnans F.Muell. — Эвкалипт царственный
- Eucalyptus robertsonii Blakely — Эвкалипт Робертсона
- Eucalyptus rubida H.Deane & Maiden — Эвкалипт красноватый
- Eucalyptus rudis Endl. in S.L.Endlicher & al. — Эвкалипт грубый
- Eucalyptus scoparia Maiden — Эвкалипт мётловидный
- Eucalyptus siderophloia Benth. — Эвкалипт железнокорый
- Eucalyptus sideroxylon A.Cunn. ex Woolls — Эвкалипт железнодревесный
- Eucalyptus smithii R.T.Baker — Эвкалипт Смита
- Eucalyptus socialis F.Muell. ex Miq. — Эвкалипт общественный
- Eucalyptus spathulata Hook. — Эвкалипт лопатчатый
- Eucalyptus stellulata Sieber ex DC. — Эвкалипт звёздчатый
- Eucalyptus stricta Sieber ex Spreng. — Эвкалипт прямой
- Eucalyptus x subviridis Maiden & Blakely in J.H.Maiden — Эвкалипт зеленоватый
- Eucalyptus x unialata R.T.Baker & H.G.Sm. — Эвкалипт однокрылый
- Eucalyptus urnigera Hook.f. — Эвкалипт коробочконосный
- Eucalyptus viminalis Labill. — Эвкалипт прутовидный
- Eucalyptus viridis R.T.Baker — Эвкалипт зелёный
- Eucalyptus x vitrea F.Muell. ex R.T.Baker — Эвкалипт хрустальный